# Rocambolo

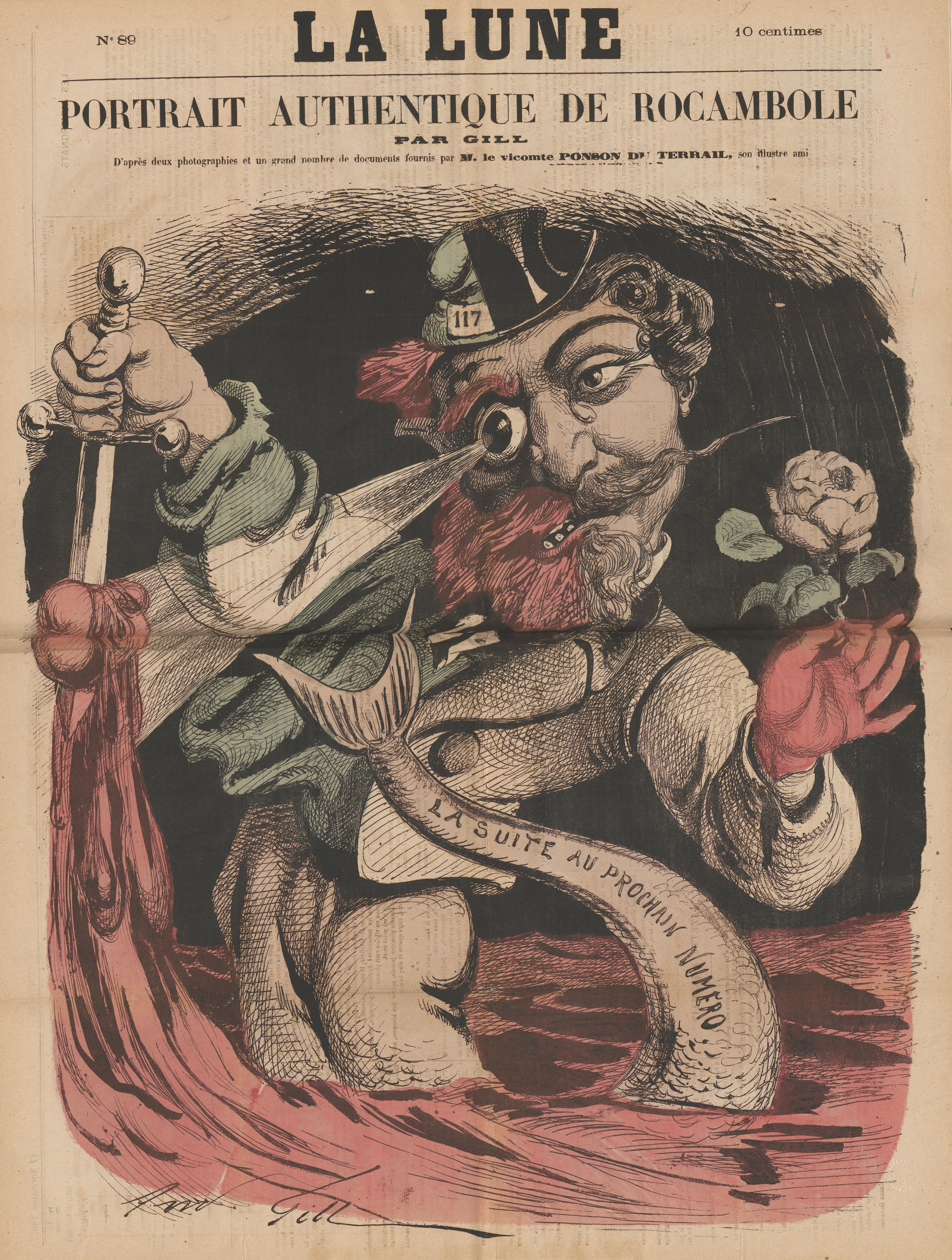
Napoleon III. jako Rocambolo, karikatura Andrého Gilla z roku 1867.

Rocambolo (francouzsky Rocambole), je literární postava, kterou vytvořil francouzský spisovatel Pierre Alexis Ponson du Terrail. Rocambolo se poprvé objevil roku 1857 v dobrodružném románu Les Drames de Paris (Drama Paříže), často také jako L’Héritage Mystérieux (Tajemné dědictví).
Rocambolo je dobrodruh obdařený mimořádnými schopnostmi, který byl nejprve zlosynem, ale později se přerodil na ochránce bezpráví. První knihu o něm Ponson du Terrail napsal pod vlivem Tajností pařížských od Eugèna Suea pro deník La Patrie. Román měl takový úspěch že Ponson du Terrail napsal ještě dalších osm pokračování.
Vliv Rocambola na vývoj dobrodružné literatury nelze podceňovat. Cyklus představuje přechod od zastaralého gotického románu k moderním napínavým příběhům. Slovo rocambolesque se ve francouzštině dokonce stalo označením pro žánr fantastických dobrodružství plných dramatických zvratů. Postava Rocambola se stala vzorem pro Leblancova Arsèna Lupina i pro Fantomase od Marcela Allaina a Pierra Souvestreho.
O dobrodruhovi Rocambolovi, který se ze zločince přerodil na lupiče-gentlemana, napsal Ponson du Terrail v letech 1857–1870 devět knih, přičemž poslední díl zůstal nedokončen. Díky obrovskému úspěchu vznikla další pokračování od jiných autorů jako byli Francouzi Constant Guéroult (1814–1882), Jules Cardoze, Frédéric Valade a Michel Honaker (1958) nebo Portugalec Francisco Leite Bastos (1841–1886).

## Cyklus o Rocambolovi od Ponsona du Terrail

### Seznam knih o Rocambolovi
1. Les Drames de Paris (1857, Drama Paříže), často také jako L’Héritage Mystérieux (Tajemné dědictví). Román se skládá ze dvou částí:
  - Les Deux Frères (Dva bratři),
  - L'Héritage Mystérieux (Tajemné dědictví), podle názvu této části je román často vydáván celý.
2. Le Club des Valets de Coeur (1858, Klub srdcových kluků), dvě části:
  - Le Club des Valets de Coeur (Klub srdcových kluků),
  - Turquoise la Pécheresse (Hříšná Turkyně).
3. Les Exploits de Rocambole (1858–1859, Rocambolovo vzkříšení), tři části:
  - Une Fille d'Espagne,
  - La Mort du Sauvage,
  - La Revanche de Baccarat.
4. Les Chevaliers du Clair de Lune (1860–1862, Rytíři měsíčního svitu), tři části:
  - Le Manuscrit du Domino,
  - La Dernière Incarnation de Rocambole,
  - Le Testament de Grain de Sel.
5. La Résurrection de Rocambole (1865–1866, Rocambolovo zmrtvýchvstání), česky částečně pod názvy Rocambolo, galejní otrok nebo Rocambolo v Toulonském bagnu. Kniha má v originále čtyři části:
  - Le Bagne de Toulon,
  - Les Orphelines,
  - Madeleine,
  - Le Souterrain.
6. Le Dernier Mot de Rocambole (1866–1867, Rocambolovo poslední slovo), deset částí:
  - Les Ravageurs,
  - Les Etrangleurs,
  - Le Fils de Milady,
  - Les Millions de la Bohémienne,
  - Le Club des Crevés,
  - La Belle Jardinière,
  - Le Retour de Rocambole,
  - Le Bûcher de la Veuve nebo jako Un Drame dans l'Inde,
  - Les Trésors du Rajah,
  - La Vérité sur Rocambol.
7. Les Misères de Londres (1867–1868, Bída Londýna), šest částí:
  - La Nourrisseuse d'Enfants,
  - L'Enfant Perdu,
  - Le Moulin sans Eau ,
  - Le Cimetière des Suppliciés nebo jako La Cage aux Oiseaux,
  - Un Drame dans le Southwark,
  - L'Enfer de Mistress Burtin nebo i jako Les Tribulations de Shoking.
8. Les Démolitions de Paris (1869), také jako Rocambole in Jail (Rocambolo ve vězení), dvě části:
  - Les Amours du Limousin,
  - La Captivité du Maître.
9. La Corde du Pendu (1870, Provaz oběšence), nedokončeno, dvě části:
  - Le Fou de Bedlam,
  - L'Homme Gri.

### Obsah jednotlivých knih cyklu
V prvním díle se nejprve seznámíme s francouzským šlechticem Armandem de Kergaz, který má ženu Helenu a s ní syna, který se také jmenuje Armand. Roku 1812 je Armand de Kergaz během Napoleonova útěku z Ruska zavražděn svým italským pobočníkem Paolem de Felipe. Ten si později vezme Helenu, která nic netuší, za ženu a má s ní syna Andreu. Snaží se proto Armanda odstranit, aby Andreovi otevřel cestu k majetku Kergazů. Když se Helena dozví pravdu o smrti svého prvního muže, zármutkem zemře. Paolo se na smrtelné posteli ke zločinu přizná a Andrea tak musí roku 1840 odejít do exilu do Anglie. Zde se stane jednou z hlavních postav místního podsvětí a přijme jméno sir William.
Roku 1843 se sir William vrací do Paříže a válka mezi ním Armandem pokračuje. Na Armandově straně stojí krásná a odvážná kurtizána přezdívaná Baccarat, siru Williamovi začne pomáhat dospívající vynalézavý chlapec jménem Rocambolo. Je to sirotek a vychovává jej stará babizna Maman Fipart, která vlastní hostinec, kde se schází darebáci z pařížského podsvětí. Rocmabolo se stává Williamovým chráněncem, ale nakonec jej pro peníze zradí a pomůže tak Armandovi zvítězit. Armand se nakonec šťastně ožení s Jeanne de Balder.
Druhý díl cyklu se odehrává o pět let později, roku 1848. Andrea přesvědčí Armanda o svém pokání a Armand mu dokonce svěří dohled nad svou soukromou policií, která bojuje se zločineckým gangem známým jako Klub srdcových kluků. Ve skutečnosti je však Andrea stále stejným zločincem a Klub srdcových kluků dokonce vede. Při tom mu asistuje Rocambolo, který nyní vystupuje jako vikomt de Cambohl. Ten však Andreu opět za peníze zradí, členové zločineckého klubu jsou zneškodněni a Andrea je s pomocí Baccarat a jejího pomocníka, ruského hraběte Artoffa, uvězněn. Je oslepen, je mu vyříznut jazyk, znetvořena tvář a je deportován mezi divochy do Jižní Ameriky. Baccarat se vdá za Artoffa. Rocambolo odjíždí s penězi do Londýna, kde se snaží navázat kontakty s místním podsvětím.
Třetí díl začíná Rocambolovým návratem do Paříže roku 1851. Je ještě větším darebákem, než byl před svým odjezdem do Anglie. Nelítostně krade a vraždí, a to vše dělá s jakýmsi hanebným smyslem pro krutý humor. Vydává se za markýze Alberta de Chameryho, chce se oženit s bohatou španělskou dědičkou Concepcion de Sallandrer a neváhá zavraždit ani svou adoptivní matku Maman Fipart, kterou uškrtí vlastníma rukama. Když se Andrea vrátí zpět do Paříže jako britský námořník Walter Bright údajně znetvořený Indiány, začne Rocambolo využívat jeho rad. Pak dojde k závěru, že jediný, kdo zná jeho pravou totožnost, je Andrea, a také jej zavraždí.
Roku 1852 přijíždí do Paříže hraběnka Artoffová (Baccarat) a brzy dojde k závěru, že Albert de Chamery je ve skutečnosti Rocambolo. Najde skutečného markýze Alberta, který je vězněn v Cádizu, a zprostředkuje jeho sňatek s Concepcion de Sallandrera. Zmocní se Rocambola a její trest je krutý. Rocambolova hezká tvář je popálena kyselinou a Rocambolo je odeslán do pracovního tábora v Toulonu.
Příběh čtvrtého dílu série začíná roku 1854. Rocambolo je omilostněn a svou zjizvenou tvář skrývá pod modrými nebo zelenými brýlemi a snaží se s pomocí Armanda a hraběte Artoffa napravit svou zlou minulost. Vlastní zápletka knihy se točí kolem případu komplikovaného dědictví a tajemné skupiny nazývající se Rytíři měsíčního svitu, která pomáhá záhadné dívce známé jako Domino pomstít její zavražděné rodiče a získat tracený majetek.
Protože román Rytíři měsíčního svitu neměl očekávaný úspěch, rozhodl se po Ponson du Terrail tento román v sérii příběhů o Rocambolvi anulovat. V další (páté) knize Rocambolovo zmrtvýchvstání se ve vyprávění vrátil do okamžiku, kdy je Rocambolo na nucených pracích v Toulonu. Po deseti letech (tj. kolem roku 1865) se mu podaří prchnout. Doba strávená na galejích jej dovedla k rozhodnutí stát se silou dobra a za tím účelem kolem sebe shromáždí malou skupinu spolupracovníků. Zachrání dvě osiřelé dívky ze spárů zločinců, kteří chtějí ukrást jejich dědictví, a získá důvěru hraběnky Artoffové.
V následujících pokračováních série bojuje Rocambolo proti nejrůznějším zločincům a gangům, jako je například sekta thugů, která unáší mladé dívky do Indie, aby zde sloužily bohyni Kálí. Zvládl tajné nauky Indie a Tibetu a stal se téměř nadlidským hrdinou.

## Pokračování cyklu od jiných autorů

### Constant Guéroult
- Le Retour et la Fin de Rocambole (1875, Návrat a konec Rocambola),
- Les Nouveaux Exploits de Rocambole (1880, Nová Rocambolova dobrodružství),

### Jules Cardoze
- Les Bâtards de Rocambole (1886, Rocambolův levoboček).

### Francisco Leite Bastos
- As Maravilhas do Homem Pardo (188?), dokončení románu La Corde du Pendu.

### Frédéric Valade
- Le Petit-Fils de Rocambole (1922),
- La Haine immortelle (1922),
- Le Testament de Rocambole (1931),
- Olivia contre Rocambole (1931),
- La Justice de Rocambole (1932),
- La Belle Olivia (1932),
- Les Larmes de Rocambole (1933),
- Le Châtiment d’Olivia (1933).

### Michel Honaker
- Rocambole et le Spectre de Kerloven (2002),
- Rocambole et les Marionnettes de la Mort (2003),
- Rocambole et le Pacte de Sang (2004),
- Rocambole et le Diable de Montrouge (2005),
- Rocambole et la Sorcière du Marais (2005).

## Filmové adaptace
- Rocambole (1913, Rocambolo), francouzský němý film, režie Georges Denola.
- Le nouveau Rocambole (1913), francouzský němý film, režie Georges Denola.
- I guanti di Rocambole (1913), italský němý film, režie Segundo de Chomón.
- Rocambole et l'héritage du Marquis de Morfontaine (1914), francouzský němý film, režie Georges Denola.
- Rocambole (1919), italský němý film, režie Giuseppe Zaccaria.
- Les première armes de Rocambole (1924), francouzský němý film, režie Charles Maudru.
- Les amours de Rocambole (1924), francouzský němý film, režie Charles Maudru.
- Rocambole (1932), francouzský film, režie Gabriel Rosca.
- Rocambole (1946), mexický film, režie Ramón Peón.
- Rocambole (1948), francouzský film, režie Jacques de Baroncelli.
- La revanche de Baccarat (1948), francouzský film, režie Jacques de Baroncelli, pokračování filmu Rocambole.
- Rocambole (1963), francouzský film, režie Bernard Borderie.
- Rocambole (1964–1965), francouzský televizní seriál, režie Jean-Pierre Decourt.
- Rocambole contra las mujeres arpías (1967), mexický film, režie Emilio Gómez Muriel.
- Rocambole contra la secta del escorpión (1967), mexický film, režie Emilio Gómez Muriel.
- La herencia misteriosa (1972, Tajemné dědictví), část ze španělského televizního seriálu Novela.
- Проклятие Дюран (1993), ruský televizní seriál podle románu Les Exploits de Rocambole, režie Viktor Titov.

## Česká vydání
- Rocambolo, galejní otrok, Hynek Militký, Praha 1871.
- Rocambolo ve vězení, Hynek Militký, Praha 1873, přeložil A. K.
- Provaz oběšence, Hynek Militký, Praha 1873, přeložil A. K.
- Nové tajnosti pařížské I. – Tajemné dědictví, Hynek Militký, Praha 1874, přeložil K. A.
- Nové tajnosti pařížské II. – Klub srdcových kluků, Hynek Militký, Praha 1874, přeložil K. A a K. Ch.
- Nové tajnosti pařížské III. – Hříšná Turkyně, Alois Hynek, Praha 1874, přeložil K. Ch.. Dostupné online.
- Kavalír dobrodruh, Národní politika, Praha 1902, románová příloha, přeložil K.K, znovu vydáno Olympia, 1993 pod názvem Milenka ze záhrobí.
- Rocambolo, kníže katakomb I. – Tajemné dědictví, Karel Kratochvíl, České Budějovice 1925.
- Rocambolo, kníže katakomb II. – Klub srdcových kluků, Karel Kratochvíl, České Budějovice 1925.
- Rocambolo, kníže katakomb III. – Hříšná turkyně, Karel Kratochvíl, České Budějovice 1926.
- Rocambolo, kníže katakomb IV. – Rocambolo v Toulonském bagnu, Karel Kratochvíl, České Budějovice 1926.
- Rocambolo, kníže katakomb V. – Rocambolo ve vězení, Karel Kratochvíl, České Budějovice 1926.
- Rocambolo, kníže katakomb VI. – Provaz oběšence, Karel Kratochvíl, České Budějovice 1926.
- Tajemné dědictví, Návrat, Brno 2000.